# Marcus Kaiser

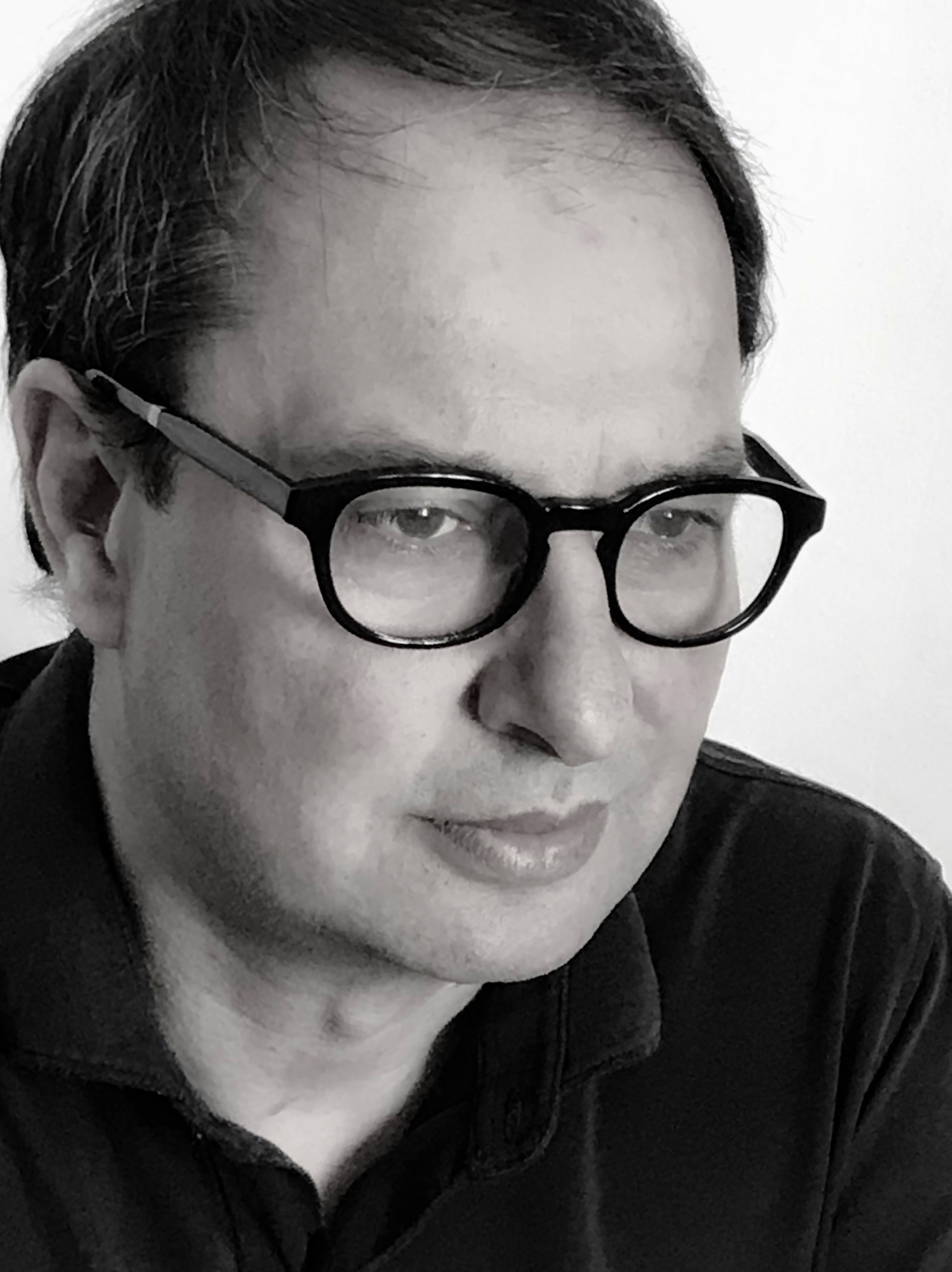
Marcus Kaiser, 2023

Marcus Kaiser (* 1966 in Stuttgart) ist ein deutscher Fotograf und Künstler.

## Leben
Kaiser studierte Fotografie in Bielefeld und anschließend postgraduiert Medienkunst an der HFG Karlsruhe. Als Fotograf und Bildender Künstler forschte er von 2002 bis 2008 am Caspar-David-Friedrich-Institut der Universität Greifswald und lehrt seit 2012 Fotografie und Geschichte der Fotografie an der Fakultät Gestaltung der Technische Hochschule Würzburg-Schweinfurt (THWS).

## Rezeption
Marcus Kaiser erforscht die Wirkungsweisen von Bildern und Bildformen im Kontext von Geschichte, Ideologie und Alltagskultur. Ein zentraler Aspekt seiner Arbeiten ist die Untersuchung des Mediums der Fotografie auf ihre Funktion und Bedeutung für unser kulturelles Gedächtnis. Mit der Arbeit Mauerblicke/Wall Views (1990) verbindet er eine historische Dokumentation mit einer Analyse der Fotografie.
„… man hat es mit einer technischen Reflexion auf die Methode der Ideologie zu tun. Kaisers Mauerbilder sind eine Archäologie der Ideologie oder des Ideologischen, indem sie die Methode der Ideologie auf ihre materiellen und technischen Wirklichkeitsbedingungen treffen lassen. …“ (Knut Ebeling)
„… Der Teilung des Bildes setzt Kaiser Bilder der Teilung entgegen. Bilder, die die Teilung nicht nur repräsentieren, sondern Teilung sind und ihr begegnen, indem sie die Teilung des Mediums in das Monument der Teilung verlagern.“ (Rómulo Peña)

## Ausstellungen (Auswahl)
- 1989 Vier Fotografen. Kunstverein Schorndorf, Schorndorf
- 1989 Karzinome im Gehirn. Württembergischer Kunstverein Stuttgart, Stuttgart
- 1990 Martin-Gropius-Bau Berlin, Preis für junge europäische Fotografen[4]
- 1991 OCC Gallery, Los Angeles[5]
- 1993 Aneignung von Welten. Museum für Kunst und Kulturgeschichte Dortmund, Dortmund
- 1994 Marcus Kaiser – Fotografische Arbeiten. Kunstmuseum Heidenheim, Heidenheim an der Brenz[6]
- 2001 Circles °5 – Montana Sacra. Zentrum für Kunst und Medientechnologie (ZKM), Karlsruhe
- 2005 Here a Change Occurs. Nationale Kunstgalerie Zachęta, Warschau
- 2009 Ludwig-Forum für internationale Kunst, Aachen
- 2010 Record Again. Edith-Russ Haus für Medienkunst, Oldenburg (Oldb)
- 2012 La Ville-La Ruine, Rencontres Images et Ville. NegPos – Centre d’Art et de Photographie, Nimes[7]
- 2014/2015 New Mexico Museum, Santa Fé
- 2015 The Centre for Contemporary Art – Ujazdowski Castle, Warschau[8]
- 2017 National Media Museum, Bradford, UK
- 2020 Eine kurze Geschichte der Fotokunst. Kunstmuseum Heidenheim
- 2021 The Centre for Contemporary Art – Ujazdowski Castle, Warschau
- 2024 Making New Worlds Instead of Forgetting About It. Ujazdowski Castle, Warschau

## Monografien
- Im Blick der Bilder (= Über/Strom: Wegweiser durchs digitale Zeitalter.). Springer, Wiesbaden 2023, ISBN 978-3-658-41264-7, doi:10.1007/978-3-658-41265-4 (132 S.).
- Mauerblicke/Wall Views. Hrsg. von Knut Ebeling. Übers. von Peter K. Koch. permanent Verlag, Berlin 2009, ISBN 978-3-938370-38-4 (45 S.; eingeschränkte Vorschau – permanentverlag.de).
- Marcus Kaiser – Fotografische Arbeiten. Hrsg. von René Hirner. Kunstmuseum, Heidenheim 1994, ISBN 3-929935-02-3 (38 S.).
- + z.T. Garten. Hrsg. von Ulrich Puritz. Text: Jens Lohwieser. Ernst-Moritz-Arndt-Universität Greifswald, Greifswald 2004, ISBN 3-86006-228-X (23 S.).